# Kalidium gracile
Kalidium gracile là loài thực vật có hoa thuộc họ Dền. Loài này được Fenzl mô tả khoa học đầu tiên năm 1851.